# Nicolaus Wychgram
Nicolaus Wychgram (* 27. Mai 1860 in Emden; † 26. April 1941 ebenda) war ein deutscher Landwirt und Tierzüchter.

## Leben und Wirken
Er wurde als Sohn des Sanitätsrates Engelhard Wychgram (* 3. August 1830 in Neermoor; † 21. Februar 1895 in Emden) und dessen Ehefrau Gesina Johanna, geborene Vietor in Emden geboren. Jakob Wychgram war sein älterer Bruder. Nach landwirtschaftlicher Praxis und Studien in Halle und Berlin übernahm er einen 54 Hektar großen Betrieb in Wybelsum bei Emden. Hier widmete er sich besonders der Kultivierung der Moore.
Auf dem Gebiet der Tierzucht befasste sich Wychgram vor allem mit Rindern der Rasse Schwarzbuntes Niederungsrind. Dazu führte er in seinem und in weiteren Betrieben die  systematische Milchleistungskontrolle ein. Bereits 1899 wurde er in den Vorstand und von 1905 bis 1929 als Vorstandsvorsitzender des Vereins Ostfriesischer Stammviehzüchter e. V. (VOSt) gewählt. In den 30 Jahren seines Wirkens hat Wychgram positiven Einfluss auf die Entwicklung des Rinderzuchtverbandes genommen. Dies betraf die Erhöhung der Mitgliederzahl und des Herdbuchbestandes sowie die Durchsetzung der Milchkontrolle in allen Beständen als wesentliche Voraussetzung einer erfolgreichen Leistungszucht. In dieser Zeit wirkten die bedeutenden Zuchtdirektoren Groeneveld und Adolf Köppe als Geschäftsführer im VOSt.
Wychgram wurde auf Grund seiner anerkannten Kenntnisse und züchterischen Fähigkeiten in weitere ehrenamtliche Gremien gewählt bzw. berufen. So war er Mitglied des Ausschusses für Rinderzucht der Deutschen Landwirtschaftsgesellschaft (DLG), Berichterstatter auf den jährlichen Wanderausstellungen der DLG, langjähriges Vorstandsmitglied der Deutschen Gesellschaft für Züchtungskunde (DGfZ) und hier von 1931 bis 1935 Erster Vorsitzender. Er starb am 26. April 1941 und wurde auf dem Friedhof Emden – Neue Kirche beigesetzt.

## Auszeichnungen
- Ehrentitel Landesökonomierat
- 1929 Ehrenvorsitzender des Vereins Ostfriesischer Stammviehzüchter e. V. (VOSt)
- 1930 Ehrenpromotion zum Dr. h. c. durch die Universität Göttingen
- 1930 erster Träger der 1928 durch die Deutsche Gesellschaft für Züchtungskunde (DGfZ) gestifteten „Hermann-von-Nathusius-Medaille“ in Gold[3]

## Schriften
- Untersuchungen der Milch von 97 ostfriesischen Kühen aus 7 verschiedenen Herden Ostfrieslands auf Menge und Fettgehalt während der Dauer einer Laktation. Bremen : Heinsius, 1897
- Über Drainagearbeiten in den nordwestdeutschen und groningischen Marschen.  1900, Arbeiten der DLG, Heft 48